# Gutijci
Gutijci, tudi Gutejci, Guti, Kuti, Kurti in Kurdi, so bili ljudstvo s severnega in osrednjega dela gorovja Zagros, ki so po propadu Akadskega cesarstva okoli leta 2154 pr. n. št.  preplavili južno Mezopotamijo. 
Sumerski viri jih opisujejo kot barbarsko in pohlepno ljudstvo iz gorate Gutije ali Kutije (sumersko Gu-tu-umki  ali Gu-ti-umki), verjetno iz osrednjega Zagrosa vzhodno od Babilonije in severno od Elama. Gutijo se umešča tudi v sedanji Kurdistan. V Seznamu sumerskih kraljev so Gutijci omenjeni kot malo časa vladajoči vladarji Sumerije, ki so prišli na oblast po propadu Akadskega cesarstva in s svojo državno pravo povzročili kaos.
O njihovem izvoru ni skoraj nič znanega, ker niso za seboj postili nobenih materialnih sledov. Tudi v sodobnih virih je o njih zelo malo podatkov. Za razliko od drugih jezikov v regiji (sumerščina, akadščina, huritščina, hetitščina, elamščina) je njihov jezik povsem neznan. Izjema je nekaj imen v Seznamu sumerskih kraljev.

## Zgodovina
V starobabilonskih kopijah napisov, ki jih pripisujejo adabskemu kralju  Lugal-Ane-Mundu, se pojavljajo med ljudstvi,  ki so njegovemu cesarstvu plačevali davek. Napisi jih umeščajo med pokrajine Subartu ob gornjem Tigrisu na severu ter  Marhašijem in Elamom na jugu.  Bili so vidno nomadsko pleme, ki je v času Akadskega kraljestva živelo v pogorju Zagros. Sargon Akadski jih omenja med svojimi podložnimi ljudstvi in jih umešča med Lulubijem Armanujem in Akadom na severu in Nikujem in Derom na jugu. Na eni od stel je napis, da je Naram-Sin Akadski z vojsko 360.000 vojakov porazil gutijskega kralja Gulana, čeprav mu je njegova vojska pobila 90.000 vojakov. Ep Gutejska legenda o Naram-Sinu, ki je nastal v naslednjem tisočletju, omenja Gutijo kot ozemlje okoli Mezopotamije, ki ga je med Naram-Sinovim vladanjem  napadel Anubanini Lubulumski. Sodobna imena let vladavine Šar-Kali-Šarija Akadskega kažejo, da je v neznanem letu ujel gutijskega kralja Šarlaga, v drugem pa podjarmil Gutijce.

## Gutijska dinastija
Ko je akadska premoč začela pojemati, so začeli Gutijci s taktiko  »udari in pobegni«  vdirati v Mezopotamijo in ohromili sumersko gospodarstvo.  Napadalci so se običajno umaknili še preden je posredovala sumerska vojska. Potovanja in dela na polju  so postala nevarna in v pokrajini je zavladala lakota. Gutijci so nazadnje preplavili Akad  in pokorili Uruk.  Zdi se, da so se kmalu zatem spet pojavili neodvisni vladarji številnih mestnih držav, med njimi Gudea Lagaški. Gutijci so v tistem času proti koncu vladavine Kutik-Inšušinaka verjetno  za malo časa osvojili tudi Elam. Iz napisa na kipu gutijskega kralja  Eridupizirja v Nipurju, ki je imitacija kipov njegovih akadskih predhodnikov, je napis »Kralj Gutije, kralj štirih četrtin«.
Po Seznamu sumerskih kraljev v gutijski vojski sprva ni bilo nobenih slavnih kraljev; imeli so svoje kralje, ki so vladali po tri leta. Weidnerjeva kronika, napisana  kakšnih 1500 let kasneje, opisuje gutijske kralje kot nekulturne in neotesane.
Seznam sumerskih kraljev pravi,  da je uruški vladar Utu-hengal premagal zadnjega gutijskega kralja Tirigana in okoli leta 2050 pr. n. št. (kratka kronologija) pregnal Gutijce iz Sumerije. Njegov naslednik Ur-Nammu Urski je opustošil njihovo domovino Gutijo. Po eni od sumerskih pesnitev je padel v bitki z Gutijci, potem ko ga je zapustila njegova vojska.

## Gutija kot kasnejši geografski pojem
V 1.  tisočletju pr. n. št. je  se je naziv Gutija nanašal na ozemlje med Zagrosom in Tigrisom, znan tudi kot zahodna Medija. Za Gutijce so imeli vsa plemena vzhodno in u severovzhodno od Mezopotamije, ki so bila pogosto sovražna do nižinskih Mezopotamcev. V asirskih kraljevih letopisih so Gutijci iransko prebivalstvo, sicer znano kot Medijci ali Manejci.  Mnogo kasneje je med vladanjem Kira Velikega (6. stoletje pr. n. št.) njegov slavni general Gubaru (Gobrias) opisan kot »guverner Gutije«.

## Jezik
O gutijskem jeziku je znano samo to, da je obstajal, in nekaj imen gutijskih vladarjev na Seznamu sumerskih kraljev. Obstoj jezika potrjuje glinasta ploščica iz srednjebabilonskega obdobja, ki verjetno izvira iz Nemarja, in navaja tudi akadščino, amorejščino, sutejščino, huritščino in elamščino. Obstaja tudi napis, ki omenja, da je bil v Adabu tolmač za gutijski jezik.
Na Seznamu sumerskih vladarjev so našteti gurijski kralji Inkišuš, Zarlagab, Šulme (ali Jarlagaš), Silulumeš (ali Silulu), Inimabakeš (ali Duga), Igešauš (ali Ilu-An), Jarlagab, Ibate, Kurum, Apilkin, La-erabum, Irarum, Ibranum, Hablum, Puzur-Suen, Jarlaganda, Si-um in Tirigan. Na osnovi teh imen znanstveniki zaključujejo, da jezik ni bil niti semitski niti indoevropski in v nobenem sorodstvu z jeziki, ki so se govorili v njegovi soseščini. Po mnenju gruzijskega jezikoslovca  Tamaza Valerijanoviča Gamkrelidzeja in ruskega  jezikoslovca   Vjačeslava Vsevolodoviča Ivanova je bil gutijski jezik soroden toharskim jezikom iz indoevropske družine.

## Videz
Po mnenju zgodovinarja Henryja Hoyla Howortha (1901),  asirologa Theophilusa Pinchesa (1908), slavnega arheologa Leonarda Woolleya (1929) in asirologa Ignaca Gelba (1944) so bili Gutijci svetlopolti in svetlolasi. Takšen opis Gutijcev se je prvič pojavil leta 1877, ko je Julius Oppert objavil nekaj tablic z opisom gutijskih (in subarijskih) sužnjev kot namrum ali namrûtum, se pravi svetlopolti ali bledopolti. Kot take  jih opisuje tudi več drugih zgodovinarjev.

## Sodobne teorije
Na zgodovinske Gutijce se gleda kot na ene od prednikov sodobnih Kurdov,  četudi se je naziv Gutijci ali  Guti v pozni antiki začel uporabljati za vsa plemena in ljudstva v pogorju Zagros. Po mnenju  J.P. Malloryja so bili izvorni Guti predhodnica kasnejših indoiranskih ljudstev, med katerimi so bili tudi Kurdi,  ki so prišla v regijo kakšnih 1500 let kasneje.
Asirolog Julius Oppert je poskušal Gutijce povezati s kasnejšimi Gutoni (Goti), katere Ptolemej okoli leta 150 n. št. opisuje kot »Gute, pleme iz Skandije«. Z Oppertovo teorijo se ne strinja noben sodobni znanstvenik.